# Даљинска детекција
Даљинска детекција или теледетекција представља метод прикупљања информација путем система који нису у директном, физичком контакту са испитиваном појавом или објектом. Назив даљинска детекција је слободан превод енглеског термина Remote Sensing. Када се говори о даљинској детекцији обично се мисли на уређаје (било да су они на авиону, спејс шатлу, сателиту) за прикупљање података о животној средини. Ипак, авион који врши аероснимања, опсервацију Земље или сателит који прати метеоролошке промене, ултразвук којим се контролише стање плода у материци или уређаји за осматрање свемира, све су то видови даљинске детекције. И поред тога, у савременој употреби, термин даљинска детекција се везује пре свега за сателитска и аероснимања и не обухвата термине медицинско снимање и фотограметрија. Принцип даљинске детекције се своди на систематско мерење одређеног енергетског поља и тумачење утврђених аномалија разликама у својствима испитиваног објекта. На истом принципу се, код истраживања у геологији, заснивају и сви геофизички методи испитивања. Геофизика мери гравитационо, електрично, магнетно и друга енергетска поља и њихове аномалије тумачи разликама у геолошкој грађи. Даљинска детекција користи електромагнетно енергетско поље. По својој суштини она, свакако, припада геофизичким методима истраживања.
У пракси се даљинско истраживање спроводи помоћу различитих на даљину постављених уређаја за прикупљање информација о неком објекту или подручју. Сви следећи поступци примери су даљинских истраживања: осматрање Земље или метеоролошке сателитске колекцијске платформе, осматрање океана и атмосфере са метеоролошких плутајућих платформи, надзор трудноће помоћу ултразвука, магнетна резонантна томографија (MRI), позитронска емисиона томографија (PET) и свемирске сонде. У модерној употреби термин се генерално односи на употребу технологија визуализацијских сензора који укључују, али нису ограничени употребом инструмената у ваздухопловима или свемирским летелицама, те се разликује од осталих сродних визуализацијских поља као што је медицинска визуализација.
Постоје две врсте даљинских истраживања. Пасивни сензори детектују природну радијацију коју емитирају или рефлектују посматрани објекти или околно подручје. Рефлектирано сунчево светло је најчешћи извор радијације коју мере пасивни сензори. Примери пасивних даљинских сензора укључују филмску фотографију, инфрацрвене, уређаје упарених набоја и радиометре. Активно прикупљање, у другу руку, емитује енергију ради скенирања објеката и подручја а затим пасивни сензор детектује и мери радијацију коју је циљ рефлектовао или распршио у позадини. Радар је пример активног даљинског истраживања при којем се мери временско кашњење између емисије и повратка чиме се утврђује локација, висина, брзина и смер објекта.
Даљинска истраживања омогућују прикупљање података на опасним или неприступачним подручјима. Примене даљинских истраживања укључују надзор дефорестације у подручјима попут базена Амазона, учинке климатских промена на леднике и арктичке и антарктичке регије, те дубинско сондирање обалских и океанских дубина. Војно прикупљање током Хладног рата омогућило је кориштење прецизне збирке података о опасним граничним подручјима. Даљинска истраживања такође замјењују скупо и споро прикупљање података на земљи, те не узрокују у процесу нарушавање објеката или подручја.
Орбиталне платформе прикупљају и одашиљу податке из различитих делова електромагнетног спектра што у конјункцији с опсежнијим ваздушним и земаљским истраживањима и анализама даје истраживачима довољно информација за надзирање трендова као што је Ел Нињо или неки други природни дуготрајни или краткотрајни феномен. Остале употребе укључују различита подручја геонаука као што је управљање природним ресурсима, затим у пољопривредним пољима употреба и очување тла, националну сигурност те висинска, приземна и даљинска прикупљања на граничним подручјима.

## Технике прикупљања података
Основу за мултиспектрално прикупљање и анализу чине проучавана подручја или објекти који рефлектују или емитују радијацију која се издваја од околног подручја.

### Примене података из даљинских истраживања
- Конвенционални радар је већином повезан с контролом ваздушног промета, раним узбуњивањем и одређеним опсежним метеоролошким податцима. Доплеров радар користи локална милиција за надзирање ограничења брзине, а у побољшаном метеоролошком прикупљању се користи за одређивање брзине и смера ветра унутар временских система. Остале врсте активног прикупљања укључују плазме у јоносфери. Интерферометријски радар са синтетичком апертуром користи се за стварање прецизних дигиталних елевационих модела терена у великом размерама (види RADARSAT, TerraSAR-X, Magellan).
- Ласерски и радарски алтиметри или висиномери на сателитима пружају широк распон података. Мерењем испупчења воде узрокованог гравитацијом, они картирају обележја морског дна у резолуцији од миље или приближне величине. Мерењем висине и таласне дужине океанских таласа, висиномери мере брзине и смерове ветра, те површинске океанске струје и њихове смерове.
- Свелосна детекција и рангирање (енгл. Light Detection And Ranging - LIDAR) добро је позната у примерима гађања оружјем, ласерско илуминираним праћењем пројектила. ЛИДАР се користи за детекцију и мерење концентрације различитих хемикалија у атмосфери, док се ваздушни ЛИДАР може користити у мерењу висине објеката и обележја на тлу поузданије од радарске технологије.
- Радиометри и фотометри најчешћи су инструменти у употреби, те служе за прикупљање рефлектоване и емитоване радијације у широком распону фреквенција. Најчешћи су видљиви и инфрацрвени радари, а за њима следе микроталасни, гама-таласни и ултраљубичасти. Такође се могу користити за детектовање емисионог спектра различитих хемикалија чиме пружају податке о хемијским концентрацијама у атмосфери.
- Стереографски пар ваздушних фотографија често су користили у изради топографских карата аналитичари снимака, теренски аналитичари у прометности и аутопутним департманима за могуће руте.
- Симултане мултиспектралне платформе попут Ландсата налазе се у употреби од 1970-их. Ови тематски мапери раде снимке у вишеструким таласним дужинама електромагнетске радијације (мултиспектрално) па се обично налазе на сателитима за осматрање Земље укључујући (на пример) Ландсатов програм сателита IKONOS. Карте покрова тла и употребе тла из тематског мапирања могу се користити у претраживању минерала, детектовању или праћењу употребе тла, дефорестације, те проучавања здравља аутохтоних биљака и усева укључујући читаве пољопривредне регије или шуме.
- У аспекту борбе против дефорестације даљинска истраживања омогућују праћење ризичних подручја током дугог раздобља, детерминисање дезертификацијских фактора, подупирање доноситеља одлука у дефинисању релевантних мера управљања околином, те процењивању њихових учинака[6].

### Геодетске технике
Целокупно геодетско прикупљање први пут је кориштено у ваздушном детектирању подморница, те у гравитацијским подацима кориштеним у војним картама. Ови подаци откривају како се мале пертурбације у Земљином гравитационом пољу (геодезија) могу користити за детерминисање промена у масеној дистрибуцији Земље што се затим може користити у геолошким или хидролошким истраживањима.

### Акустичне и параакустичне технике
Пасивне; сонар се користи за детектовање, одређивање распона и мерење подводних објеката и терена. Сеизмограми узети на различитим локацијама могу лоцирати и мерити потресе (након што се они појаве) упоређујући релативни интензитет и прецизно време. Геолози користе пулсеве за детектофање нафтних поља.
За координацију низом опсежних осматрања већина истраживачких система зависи од следећег; локација платформе, тренутно време, те ротација и оријентација сензора. Крајњи инструменти данас често користе позиционе информације из сателитских навигационих система. Ротацију и оријентацију често дају унутар једног или два ступња електрониски компаси. Компаси могу мерити не само азимут (тј. ступњеве магнетског севера), него такође висину (ступњеве изнад хоризонта) јер магнетско поље понире у Земљу у различитим ступњевима на различитим географским ширинима. Егзактније оријентације захтевају жироскопску оријентацију, периодично наново усклађене различитим методама укључујући навигацију помоћу звезда или познатих референтних тачака.
Резолуција утиче на прикупљање, а најбоље је објашњена следећим односом; нижа резолуција = мање детаља & већа покривеност, виша резолуција = више детаља, мања покривеност. Извежбано управљање прикупљањем резултира исплативим прикупљањем и избегавањем ситуација попут употребе вишеструких високорезолуцијских података који узрокују запреке трансмисијској инфраструктури и оној за похрану података.

## Сензори
Уређаји за откривање, регистрацију и мерење зрачења електромагнетне енергије, сопствене (емитоване) и/или саопштене (рефлектоване), називају се заједничким именом сензори. Подела сензора извршена је на основу неколико критеријума.
Основна подела сензора заснива се на пореклу регистроване енергије. По овом критеријуму сензори се деле у две категорије:
- пасивни сензори;
- активни сензори.

Према конструкцији и начину рада, сензори се могу сврстати у три основне категорије, које чине:
- фотооптички системи;
- електрооптички системи;
- микроталасни системи.

## Примена даљинске детекције
Даљинском детекцијом се могу проучавати опасна и тешко доступна подручја. Таква места могу бити подручја хазарда као што су пожари, подручја захваћена ураганом и др. Могу се вршити мерења на Северном полу и у дубинама океана, а оваква проучавања осигуравају да места која се снимају нису поремећена присуством човека. Користећи даљинску детекцију могу се боље разумети кретања воде, а у еколошком смислу ширење загађења било ваздухом или воденим путевима. Даљинска детекција се користи у метеоролошке сврхе при праћењу промене времена и за потребе временске прогнозе али може се користити и користи се у разним геолошким истраживањима: регионалним тектонским, геофизичким, геотехничким, истраживањима лежишта минералних сировина, и уопште при геолошком картирању. Даљинска детекција омогућава брже прикупљање података, смањење трошкова и олакшава сагледавање целине истражног простора. Даљинска детекција се користи и приликом просторног планирања разних регионалних објеката попут, путних праваца и железничких пруга, далековода, гасовода и др. У геодезији даљинска детекција се користи приликом израде различитих врста карата. Даљинска детекција се користи и приликом израде различитих врста географских информационих система. У војнобезбедносне сврхе врше се сателитска снимања кретања војних трупа, осматрање изградње нуклеарних постројења и постројења далекометних ракета, за откривање извршених нуклеарних проба и њихових последица, при глобалном позиционирању подручја од интереса, снимање кретања бродова и др.

## Компјутерски програми који се користе у даљинској детекцији
Подаци који су прикупљени помоћу даљинске детекције процесирају се и анализирају помоћу компјутерских програма, познатијих као апликативни програми у даљинској детекцији. Постоји велики број комерцијалних и бесплатних програма за процесирање података у даљинској детекцији. Неке од њих су: Ердас имеџин (ERDAS IMAGINE), Ер мапер (ER Mapper), Енви (ITT Visual Information Solutions ENVI); МапИнфо (MapInfo), Тиенти мипс (TNTmips), Идризи (Idrisi) .
За једноставан и бесплатан преглед снимака који се користе у даљинској детекцији може се користити Ер вјуер (ER Viewer). GRASS GIS слободан софтвер отвореног кода посједује модуле за априори ненадгледану класификацију (i.cluster, i.maxlik), априори надгледану класификацију (i.class, i.maxlik) и апостериори класификацију (i.smap) снимака.

## Сателитски програми
- Нимбус програм
- Ландсат програм
- РАДАРСАТ
- УАРС

### Туторијали
- -author= -
- -author= -

### Компјутерски програми за даљинску детекцију
- -author= -
- -author= -
- -author= -